# 赵建凯
赵建凯（1959年10月—），男，河北人，中华人民共和国外交官。

## 生平
1975年，进入中华人民共和国外交部工作，先后在外交部办公厅、驻索马里大使馆、驻多哥大使馆、驻保加利亚大使馆、驻西班牙大使馆、驻英国大使馆任职。1999年，任外交部办公厅二等秘书，后任办公厅处长、参赞、副主任。2006年，任驻法国大使馆参赞。2011年，回任外交部办公厅副主任。2018年，任外交部驻香港特派员公署副特派员。2021年2月，任满回京。

## 家庭
已婚，有一女。